# Stanfieldiella oligantha
Stanfieldiella oligantha là một loài thực vật có hoa trong họ Commelinaceae. Loài này được (Mildbr.) Brenan miêu tả khoa học đầu tiên năm 1960.